# Mária Švarbová
Mária Švarbová est une photographe slovaque.

## Biographie
Švarbova étudie l’archéologie et la restauration, avant de commencer la photographie en 2010. Elle entame sa série de photographies la plus connue, Swimming Pools, en 2014, par des prises de vue à Zlaté Moravce, sa ville natale. Cette série met en scène des nageuses évoluant dans des piscines abandonnées et des bassins aux couleurs pastel, d’architecture soviétique. Chaque scène est minutieusement conçue, notamment en ce qui concerne les couleurs des accessoires et les poses minimalistes des modèles ; la photographe s’appuie pour ce faire sur une équipe d’éclairage et de costumes,.
Ses travaux inspirent les collections 2018 du couturier espagnol Delpozo,. En 2019, elle travaille pour Apple, produisant une série de photos avec l’iPhone XS dans le cadre de sa promotion ; cette série, inspirée par la centrale de Tchernobyl, est diffusée via les réseaux sociaux de la marque.

## Distinctions
- 2017 : nommée par Forbes Slovakia dans les "30 personnalités de moins de 30 ans" de l’année
- 2018 : prix Hasselblad Masters, catégorie Art[9]